# Independent Spirit Awards 1991
La cerimonia di premiazione della 6ª edizione degli Independent Spirit Awards si è svolta nel 1991 al Beverly Hills Hotel di Los Angeles ed è stata presentata da Buck Henry. Kevin Costner ha pronunciato il keynote speech ed Oliver Stone è stato il primo presidente onorario.

## Vincitori e candidati
I vincitori sono indicati in grassetto, a seguire gli altri candidati.

### Miglior film
- Rischiose abitudini (The Grifters), regia di Stephen Frears
- Henry pioggia di sangue (Henry: Portrait of a Serial Killer), regia di John McNaughton
- Tutti contro Harry (The Plot Against Harry), regia di Michael Roemer
- Pump up the volume - Alza il volume (Pump Up the Volume), regia di Allan Moyle
- To Sleep with Anger, regia di Charles Burnett

### Miglior attore protagonista
- Danny Glover - To Sleep with Anger
- Michael Rooker - Henry pioggia di sangue (Henry: Portrait of a Serial Killer)
- Christopher Reid - House Party
- Martin Priest - Tutti contro Harry (The Plot Against Harry)
- Christian Slater - Pump up the volume - Alza il volume (Pump Up the Volume)

### Miglior attrice protagonista
- Anjelica Huston - Rischiose abitudini (The Grifters)
- Eszter Balint - Bail Jumper
- Carolyn Farina - Metropolitan
- Joanne Woodward - Mr. & Mrs. Bridge
- Mary Alice - To Sleep with Anger

### Miglior regista
- Charles Burnett - To Sleep with Anger
- John McNaughton - Henry pioggia di sangue (Henry: Portrait of a Serial Killer)
- Reginald Hudlin - House Party
- Michael Roemer - Tutti contro Harry (The Plot Against Harry)
- Allan Moyle - Pump up the volume - Alza il volume (Pump Up the Volume)

### Miglior fotografia
- Frederick Elmes - Cuore selvaggio (Wild at Heart)
- Peter Deming - House Party
- Bojan Bazelli - King of New York
- Amir M. Mokri - Life Is Cheap... But Toilet Paper Is Expensive
- Robert M. Young - Tutti contro Harry (The Plot Against Harry)

### Miglior sceneggiatura
- Charles Burnett - To Sleep with Anger
- John McNaughton e Richard Fire - Henry pioggia di sangue (Henry: Portrait of a Serial Killer)
- Whit Stillman - Metropolitan
- Michael Roemer - Tutti contro Harry (The Plot Against Harry)
- Allan Moyle - Pump up the volume - Alza il volume (Pump Up the Volume)

### Miglior attore non protagonista
- Bruce Davison - Che mi dici di Willy? (Longtime Companion)
- Tom Towles - Henry pioggia di sangue (Henry: Portrait of a Serial Killer)
- Robin Harris - House Party
- Ben Lang - Tutti contro Harry (The Plot Against Harry)
- Willem Dafoe - Cuore selvaggio (Wild at Heart)

### Miglior attrice non protagonista
- Sheryl Lee Ralph - To Sleep with Anger
- Tracy Arnold - Henry pioggia di sangue (Henry: Portrait of a Serial Killer)
- Tisha Campbell - House Party
- A.J. Johnson - House Party
- Ethel Ayler - To Sleep with Anger

### Miglior film d'esordio
- Metropolitan, regia di Whit Stillman
- House Party, regia di Reginald Hudlin
- Lightning Over Braddock: A Rustbowl Fantasy, regia di Tony Buba
- The Natural History of Parking Lots, regia di Everett Lewis
- Twister, regia di Michael Almereyda

### Miglior film straniero
- Sweetie, regia di Jane Campion
- La città dolente (Beiqing chengshi), regia di Hsiao-hsien Hou
- Il cuoco, il ladro, sua moglie e l'amante (The Cook the Thief His Wife & Her Lover), regia di Peter Greenaway
- Pioggia nera (Kuroi ame), regia di Shōhei Imamura
- Sta' fermo, muori e resuscita (Zamri, umri, voskresni!), regia di Vitali Kanevsky